# Добруджански технологичен колеж
Добруджанският технологичен колеж в Добрич е колеж на Технически университет – Варна, основан през 1988 г. Негов директор е доц. д-р инж. Свилен Стоянов.

## История
Основан е през 1988 г., като „Техникум над средно образование“ (ТНСО), филиал на „ТНСО по химическа промишленост и машиностроене“ гр. Варна. На 13 януари 1989 г., със заповед на председателя на Съвета за висше образование се разкрива „Отделение по машиностроене и електротехника“ гр. Добрич към ВМЕИ Варна. Отделението е в щата и бюджета на института. През 1991 г. по силата на „Правилник за устройство и дейност на полувисшите институти“ отделението се преименува на „Полувисш институт по машиностроене и електротехника“ (ПИМЕ) гр. Добрич, интегриран с ВМЕИ Варна. От началото на 1997 г. по силата на Закона за висшето образование ПИМЕ се преобразува в „Добруджански технологичен колеж“ в структурата на Технически университет – Варна.

## Ръководство
Директори на колежа през годините:
- доц. д-р Радко Михайлов
- доц. д-р инж. Свилен Стоянов (от 2018 г.)[1]